# Komercijalna banka Beograd
Pour les articles homonymes, voir Komercijalna banka.
Komercijalna banka Beograd (code BELEX: KMBN) est une banque serbe dont le siège est à Belgrade. Elle entre dans la composition du BELEX15 et du BELEXline, les deux indices principaux de la Bourse de Belgrade,.

## Histoire
Komercijalna banka Beograd a été fondée en 1970.

## Activités
Komercijalna banka Beograd offre de nombreux services bancaires pour les particuliers et les entités juridiques, dont les entreprises, comme les comptes courants ou comptes épargne, des crédits, de cartes de paiement et de crédit, un service de banque en ligne etc,. Elle propose des produits d'épargne et des services de courtage.
La banque dispose de 24 succursales et d'un réseau de 220 agences dans toute la Serbie. Elle est à l'origine de la création de la Komercijalna banka Budva, une banque qui opère au Monténégro et dont elle détient la totalité du capital. La banque opère également en Bosnie-Herzégovine à travers sa filiale locale Komercijalna banka Banja Luka, créée en 2006.

## Données boursières
Le 9 juin 2014, l'action de Komercijalna banka Beograd valait 1 750 RSD (15,14 EUR). Elle a connu son cours le plus élevé, soit 15 500 RSD (134,12 EUR), le 18 avril 2007 et son cours le plus bas, soit 900 RSD (7,78 EUR), le 28 septembre 2012.
Le capital de Komercijalna banka Beograd est détenu à hauteur de 42,59 % par le Gouvernement de la Serbie et 25 % par la Banque européenne pour la reconstruction et le développement,.